# 自衛殺人
自衛殺人（英語：Justifiable homicide）是普通法的一種積極抗辯，指行為人在面臨自己生命或人身安全的危急情形，出於自我防衛而杀人。德国法諺有云：正者毋庸向不正者低頭（Das Recht braucht dem Unrecht nicht zu weichen）。因此自衛殺人只要不逾越必要程度，即得以使犯罪指控不成立。

## 舉例

### 香港
《侵害人身罪條例》第8條：
任何人因不幸情況或出於自衞而殺人，或在任何其他情況下合法殺人，均不會因此招致處罰。

### 美国
如目的是為自衛、保護他人、防止一個非常嚴重的犯罪如強姦、持械搶劫、故意殺人罪或謀殺，該兇殺就可能被視為是合理的。但攻擊者犯下嚴重罪行的意圖必須明確。進行報復或報復行動、為過去的一宗兇殺案報復，將在很大程度上不被認為是合理的。